# ElectronicPartner
Die ElectronicPartner Handel SE ist eine der größten europäischen Verbundgruppen in den Bereichen Unterhaltungs- und Haushaltselektronik, IT, Multimedia und Telekommunikation mit Hauptsitz im nordrhein-westfälischen Düsseldorf. Stand 2024 gehören zu ihr in Europa rund 4.600 Fachgeschäfte und Fachmärkte sowie Landesgesellschaften in Deutschland, den Niederlanden, Österreich und der Schweiz.

## Geschichte

### Vorgeschichte und Gründung
ElectronicPartner ging aus einer am 18. Januar 1937 von Karl Friedrich Haubrich als „Radio- und Elektrogroßhandel Karl Fr. Haubrich“ in Kaiserswerth gegründeten Radio- und Elektrogroßhandlung hervor. Kurz nach der Gründung musste der Inhaber sein Geschäft aufgrund des Zweiten Weltkrieges bis Kriegsende stilllegen. Er konnte seine Tätigkeit im Herbst 1945 wieder aufnehmen.
1968 eröffnete das Unternehmen in den Niederlanden die erste Ländergesellschaft außerhalb der Bundesrepublik. Am 13. Oktober 1973 riefen die Söhne des Gründers, Edgar und Hartmut Haubrich, zusammen mit 35 selbständigen Unternehmern die ElectronicPartner Verbundgruppe ins Leben.

### Marktpositionierung Ende der Achtziger- bis Mitte der Neunzigerjahre
1988 startete die unter ElectronicPartner geführte Fachmarktlinie Medimax Zentrale Electronic SE (Eigenschreibweise: MEDIMAX) mit der ersten Filiale in Rhede. Durch die Übernahme der Mehrheit der Schossau KG, Duisburg mit Filialen in Duisburg, Essen, Krefeld, Düsseldorf und Wuppertal wurde das Filialnetz ausgebaut.
Infolge der Wiedervereinigung Deutschlands konnte ElectronicPartner 1990 eine Steigerung seines Umsatzes durch einen Mitgliederzuwachs aus den neuen Bundesländern verzeichnen. Zum 1. Juli 1990 begann in der Bundesrepublik der freie Verkauf von Telefonendgeräten für den Hauptanschluss. Hierdurch steigerte die Verbundgruppe bis 1997 den Umsatz durch Telekommunikations-Artikel auf rund 20 Prozent Erlös (circa 172 Millionen Umsatz) aus diesem Sektor. Die im November 1990 gegründete ElectronicPartner-Niederlassung in Augsburg wurde zwei Jahre später durch den Neubau eines Vertriebs- und Logistikcenters erweitert.
Mit der Gründung von ElectronicPartner Schweiz AG (1990), ElectronicPartner International B.V. in Vianen, Niederlande (23. August 1991) sowie der Gründung von ElectronicPartner Belgien (1992) und ElectronicPartner Austria GmbH (1993) wurde das Unternehmen zu einer europaweit agierenden Handelsgruppe. 

### Veränderung des Produktangebots durch neue Medien ab Mitte der Neunzigerjahre
In der Folge des Umsatzverlustes der Unterhaltungselektronik-Branche seit Anfang der Neunzigerjahre gab Hartmut Haubrich Anfang des Jahres 1996 bekannt, dass die ElectronicPartner-Gruppe sich stärker auf das Geschäftsfeld der Multimedia-Beratung für Privatkunden ausrichten wolle, wobei die Verschmelzung von Fernsehen, Telekommunikation und Computer zukünftig eine hohe Anforderung darstellen werde. Zum Geschäftsjahr 1997 erweiterte ElectronicPartner das Sortiment durch PC und Multimedia. Im selben Jahr übernahm die Unternehmensgruppe das operative Geschäft der rheinland-pfälzischen Select AG (genannt Select-Kooperation), Andernach. 1998 vereinbarte ElectronicPartner eine Zusammenarbeit mit dem sächsischen Computerhersteller Lintec Computer AG, Taucha.
Seit 1999 erhöhte sich der Umsatz durch Fernseher im Breitbildformat und dem zu diesem Zeitpunkt neuen Medium DVD, während das Geschäft mit drahtgebundenen Telefonen schrumpfte. Gleichzeitig konnte der Umsatz mit Mobiltelefonen erhöht werden. Im März 2000 fusionierte ElectronicPartner Belgien mit EuroMasters Belgien. Im selben Jahr erfolgte der Zusammenschluss der Expert Schweiz mit ElectronicPartner Schweiz.

### Onlinehandel und weltweite Geschäftstätigkeit ab 2000
2000 stieg ElectronicPartner in den Onlinehandel ein und eröffnete einen Online-Shop (genannt EP-Netshop) als Ergänzung zum stationären Handel. Im selben Jahr erfolgte die zehnprozentige Beteiligung an dem in diesem Jahr neu gegründeten Unternehmen Jamba AG Berlin und somit der Einstieg in das mobile Internet. 2001 gründete ElectronicPartner gemeinsam mit der Ek Großeinkauf eG, Bielefeld die Tochtergesellschaft E 2 im Geschäftsbereich Einkauf für weiße Ware. Im selben Jahr übernahm ElectronicPartner elf Standorte der insolventen Hamburger Brinkmann-Gruppe, wobei teilweise eine Weiterführung der Technikmärkte unter der Linie Medimax erfolgte.
Im Frühjahr des Jahres 2003 übernahm ElectronicPartner Schaulandt-Standorte in Kiel, Frechen, Hamburg und Moers von der Karstadt Quelle AG, die zukünftig unter dem Namen Medimax geführt wurden. Als erster ausländischer Unternehmer der Branche eröffnete ElectronicPartner im Oktober des Jahres 2005 in Istanbul ein Unterhaltungselektronikgeschäft. Zum 1. Februar 2006 übernahm das Unternehmen einen Teil der deutschlandweiten Makromärkte und führte diese unter dem Namen Medimax weiter.
2006 baute ElectronicPartner das Geschäft in Spanien aus, da die Partnergesellschaft Densa durch die Kooperation mit Dinel seine Standorte auf 1.800 Filialen ausweiten konnte. Im Herbst desselben Jahres erfolgte die Ausweitung des Exportgeschäftes des Standorts Genshagen nach Polen. ElectronicPartner übernahm im Sommer 2008 einen Teil der Standorte der Elektronik-Handelskette ProMarkt der Rewe Group, nachdem das Unternehmen Insolvenz angemeldet hatte. Auch diese Standorte wurden unter dem Namen Medimax weitergeführt.
2009 wurde die Verbundgruppe in die Rechtsform einer Europäischen Gesellschaft überführt. Für 2010 kündigte das Unternehmen an, den EP-Netshop einzustellen und den Internetauftritt neu zu gestalten. Zum April des Jahres 2010 ging die neue Website online.

### Neustrukturierung ab 2010
2012 schloss sich ElectronicPartner International mit Electronic & Domestic Appliances (EDA) zur wirtschaftlichen, europäischen Interessenvereinigung „E-Square“ zusammen. Durch gemeinsame Kooperationen mit internationalen Lieferanten sollte der Best-Practice-Austausch erweitert sowie die Marktposition der Mitglieder gefestigt werden. Im Herbst desselben Jahres erfolgte ein Anteilserwerb an Notebooksbilliger.de. Ende des Jahres führte das Unternehmen ein neues Kundenservice-Portal ein, über das Kunden Termine mit Fachhändlern für den Anschluss von Haushaltsgeräten sowie technischen Geräten buchen können.
Im Herbst 2013 informierte das Unternehmen über die Schließung des Lagers in Düsseldorf. Im Rahmen einer Neustrukturierung sollte neben einer Aufwertung und damit einhergehenden Reduzierung der EP:Markenhändler und einer Ausweitung der ServicePartner-Marke darüber hinaus das Mobilfunk-Angebot erweitert werden (als Prepaid-Produkt unter dem Namen EasyTel sowie Smile Mobile für Vertragskunden). Ab Februar des Jahres 2016 wurde neben einem veränderten Sortiment und einem einheitlichen Auftritt der Mitglieder ab 1. April der Wechsel von Sparhandy, das Produkte von Vodafone und der Deutschen Telekom vertreibt, zu ElectronicPartner vollzogen, nachdem ElectronicPartner im vorherigen Jahr seine Anteile an dem Unternehmen SH Telekommunikation Deutschland GmbH auf eine Mehrheitsbeteiligung erhöht hatte. Im Herbst 2018 gaben Medimax und Notebooksbilliger bekannt, sich im Rahmen einer Gründung einer gemeinsamen Holding zusammenzuschließen. Aufgrund unterschiedlicher Geschäftsmodelle und Unternehmenskulturen wurde der Zusammenschluss letztlich jedoch nicht vollzogen.
Seit 2019 erfolgte eine Umstrukturierung der Medimax-Märkte in Deutschland. Da lokales Unternehmertum stärker ausgebaut werden sollte, wurden bis 2022 alle Geschäftsstellen auf ein Franchisekonzept umgestellt. Darüber hinaus wurden vereinzelt Filialen geschlossen. Im Jahr 2023 wurde erstmals wieder ein ProMarkt der Verbundgruppe eröffnet, nachdem ein Franchisepartner von ElectronicPartner am Standort Helme-Park, Sangerhausen den dortigen Euronics XXL Markt übernommen hatte.

## Besitzverhältnisse
Seit der Gründung der Unternehmensgruppe 1973 befindet sich die Gesellschaft im Besitz der Unternehmerfamilie Haubrich.
Am 30. Juni 2005 erfolgte mit dem Wechsel Oliver Haubrichs, dem Neffen von Hartmut und Edgar, die Nachfolger des Gründers Karl Friedrich, in die Geschäftsführung ein Generationswechsel in die dritte Generation bei ElectronicPartner. Oliver Haubrich gab Anfang des Jahres 2010 bekannt, sich aus dem operativen Geschäft als Geschäftsführender Direktor zurückzuziehen.
Mit der Verabschiedung Michael Haubrichs (ebenfalls ein Enkel des Gründers) aus der Geschäftsführung sowie seinem Wechsel in den Verwaltungsrat als weiteres Mitglied der Inhaberfamilie (neben dem Vorsitzenden Hartmut Haubrich und Rüdiger Haubrich) wurde die Tätigkeit der Nachkommen des Gründers in der operativen Führung im Frühjahr 2019 beendet.

## Unternehmensstruktur
Zu der Verbundgruppe von ElectronicPartner gehören Stand 2020 über 2.700 Geschäfte, beispielsweise in Deutschland die EP:Fachhändler und die Medimax-Fachmärkte. Im Geschäftsjahr 2021 erwirtschaftete ElectronicPartner im Zeitraum 1. Januar bis 31. Dezember einen handelsrechtlichen Umsatz in Höhe von 658,2 Mio. Euro. Der Umsatzerlös des Verbundes betrug im Zeitraum 1. Januar bis 31. Dezember 2023 1,2 Mrd. Euro.
Stand 2025 sind Matthias Assmann, Friedrich Sobol und Greta Ziob Geschäftsführer der ElectronicPartner Verbundgruppe.

## Marken und Unternehmensbereiche
Unter der Marke ElectronicPartner firmieren selbstständige Fachhändler der Unterhaltungs- und Haushaltselektronik, IT, Multimedia und Telekommunikation in Europa. Zum Abschluss des Geschäftsjahrs 2022 waren rund 2.700 mittelständische Unternehmen in verschiedenen Geschäftsbereichen der Verbundgruppe ElectronicPartner in Deutschland aktiv – die EP:Fachhändler, die Fachmarktlinie Medimax, das Technologie-Netzwerk ComTeam (Eigenschreibweise: comTeam) sowie unter der Marke ServicePartner (kurz: SP) oder als eigenständige Fachhändler. Mit Webshops der Marken EP: und Medimax sowie durch Beteiligungen an anderen Unternehmen wie der Mobilezone Holding AG in der Schweiz (Stand 2019) sowie dem Online-Händler notebooksbilliger.de ist ElectronicPartner im Online-Handel aktiv.
Stand 2023 unterhält die Verbundgruppe folgende Kernmarken:

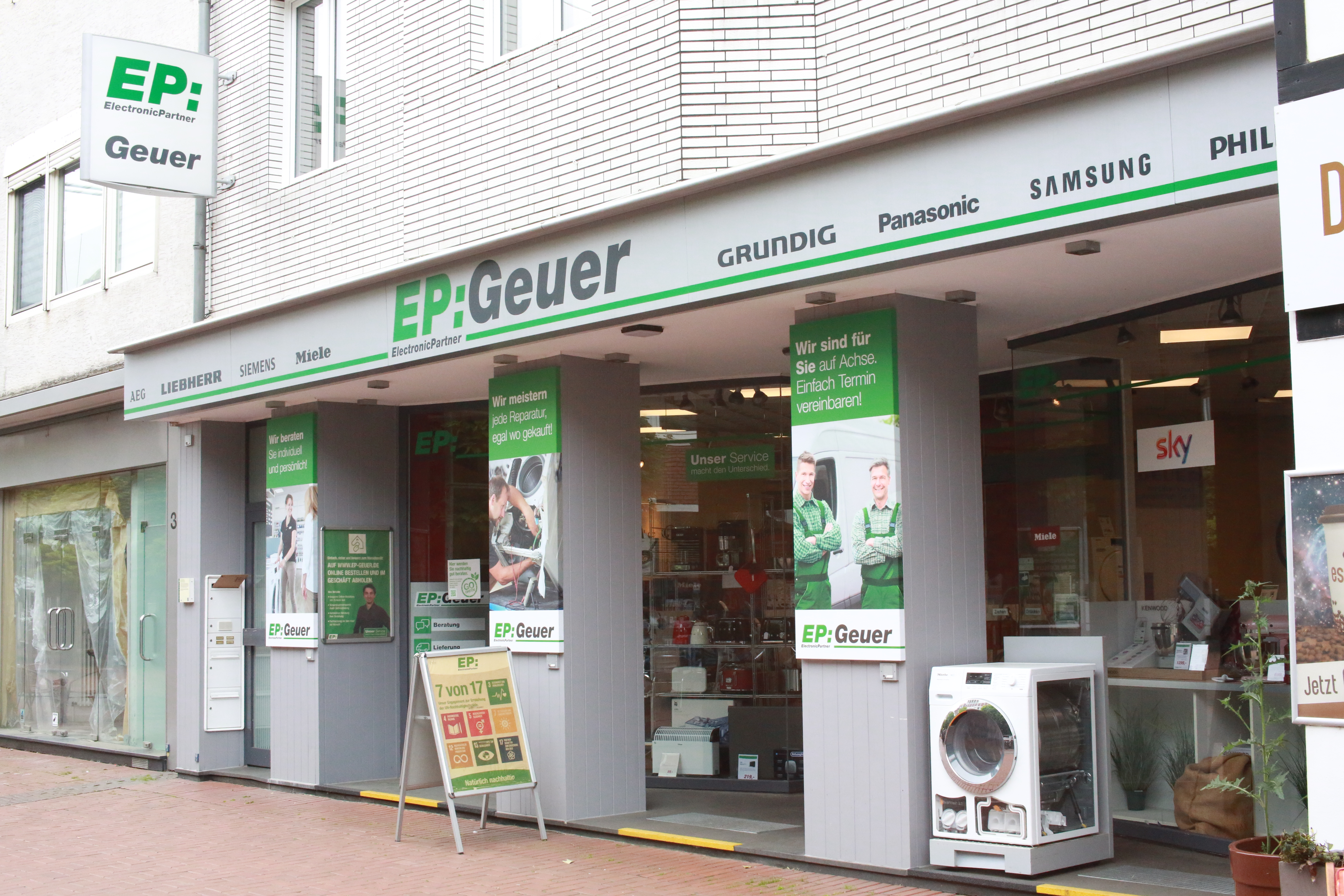
EP:Fachhändler Geuer

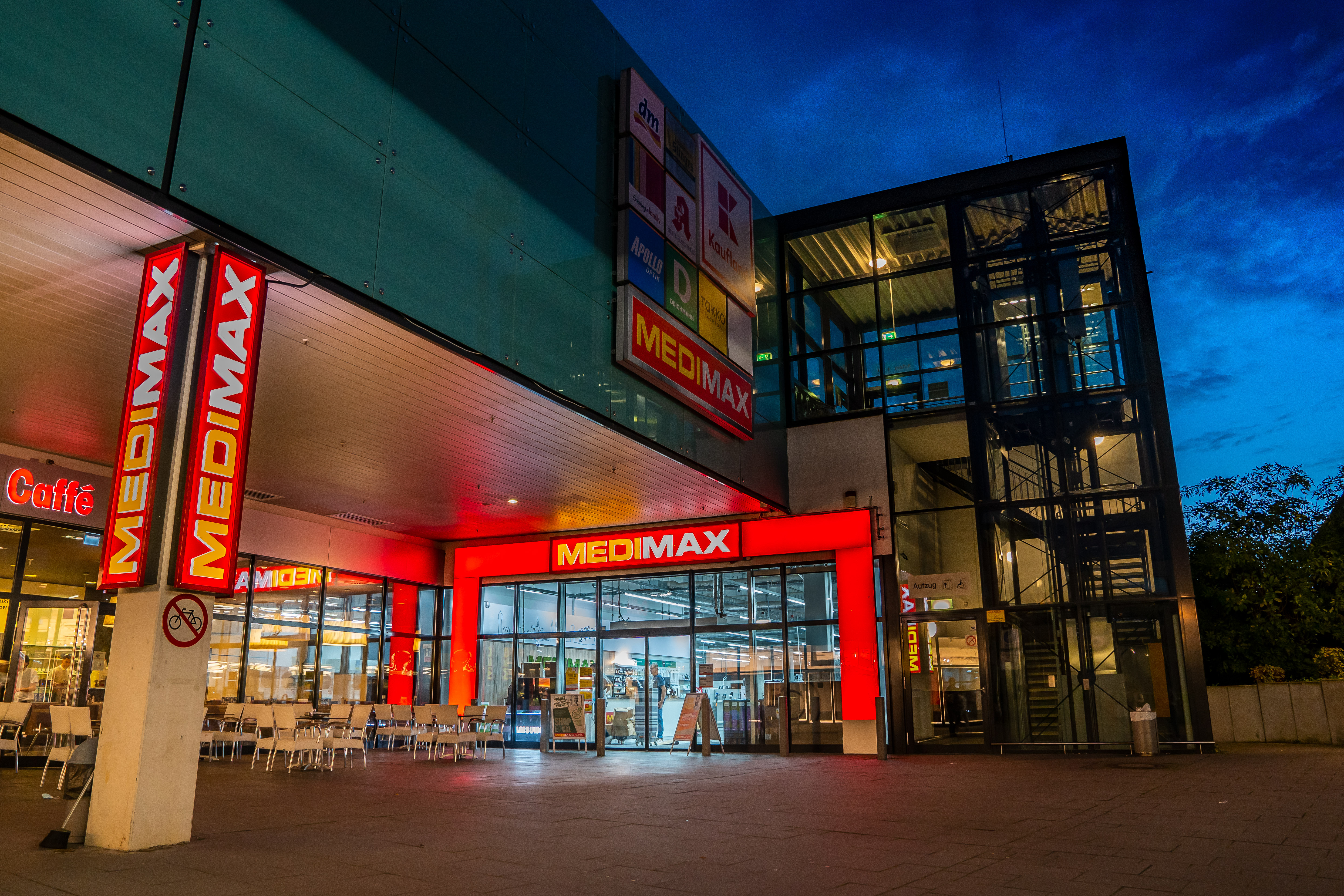
Medimax Fachmarkt in Nettetal

### EP
Im Rahmen der Marke EP: werden die selbstständigen Fachhändler vor Ort zusammengefasst. Stand 2023 sind circa 300 Händler unter der Marke EP: in Deutschland tätig.

### Medimax
Medimax ist als Anbieter an über 70 Standorten in Deutschland vertreten (Stand 2024), wobei seit Herbst 2021 alle Standorte an Franchisepartner übergeben wurden, sodass Medimax nun ein reiner Franchise-Betrieb ist.

### ComTeam
Die ComTeam Systemhaus GmbH, Düsseldorf ist ein Technologie-Netzwerk für rund 800 eigenständige IT-Unternehmen, die beispielsweise im Bereich der Beratung für Hardware und Software tätig sind. Das Unternehmen bietet Dienstleistungen im Bereich IT und Kommunikation an.

### ServicePartner
Unter der Marke ServicePartner werden Fachhändler zusammengefasst, deren Dienstleistungen von der Beratung bis zum Reparatur- und Montageservice reichen. Stand 2023 gehören rund 600 Fachhändler in Deutschland zu diesem Verbund.

### WENDEpunkt
Die Marke WENDEpunkt ist auf nachhaltige Lösungen für die Energiegewinnung und -nutzung spezialisiert, darunter Photovoltaiksysteme, Wärmepumpen und smarte Stromtarife.